# Moisés Lima Magalhães
Moisés Lima Magalhães (Belo Horizonte, 7 de marzo de 1988) es un futbolista brasileño que juega en el Shandong Taishan como centrocampista.

## Carrera
Nacido en Belo Horizonte, Moisés comenzó su carrera en América Mineiro, de su ciudad natal, y fue prestado a una gran cantidad de clubes, destacándose en Boa Esporte. En mayo de 2012, firmó un contrato con Portuguesa. El 6 de junio de 2012, hizo su debut en la Serie A, contra Coritiba. Cuatro días después, Moisés anotó su primer gol de alto vuelo, contra el Atlético Goianiense.
El 11 de enero de 2014, Moisés firmó con el Rijeka de la Primera Liga de Croacia, inicialmente en un préstamo, pero el club decidió activar la cláusula para comprarlo en ese verano, y fue contratado por las siguientes dos temporadas. En diciembre de 2015 firmó contrato con el Palmeiras, por cuatro temporadas. En julio de 2019 fue traspasado al Shandong Luneng chino.

## Títulos

### Campeonatos regionales
| Título                       | Club       | País   | Año  |
| ---------------------------- | ---------- | ------ | ---- |
| Campeonato Paulista Serie A2 | Portuguesa | Brasil | 2013 |

### Campeonatos nacionales
| Título                          | Club            | País    | Año     |
| ------------------------------- | --------------- | ------- | ------- |
| Campeonato Brasileño de Serie C | América Mineiro | Brasil  | 2009    |
| Copa de Croacia                 | Rijeka          | Croacia | 2013-14 |
| Supercopa de Croacia            | Rijeka          | Croacia | 2014    |
| Campeonato Brasileño de Serie A | Palmeiras       | Brasil  | 2016    |
| Campeonato Brasileño de Serie A | Palmeiras       | Brasil  | 2018    |